# Urbain Bouriant
Urbain Bouriant dit Nantin (né le 11 avril 1849 à Nevers, mort le 19 juin 1903 à Vannes), est un collaborateur de Gaston Maspero lorsque ce dernier fonde, en 1880, la Mission archéologique française du Caire, qui deviendra l'Institut français d'archéologie orientale (IFAO).
De 1883 au 1er décembre 1886, il est l'un des conservateurs adjoints du musée de Boulaq, puis de 1886 à 1898, directeur de l'IFAO. De ses fouilles en Haute-Égypte, on retient sa découverte, durant l’hiver 1886-1887, d'un fragment en langue grecque du VIe siècle bien préservé : un témoin de l’Évangile (apocryphe) de Pierre.

## Années de formation
Urbain Bouriant effectue ses études secondaires au collège de Nevers puis s’inscrit à la faculté de droit de Paris, mais il est mobilisé dans l’infanterie de Marine au début de la guerre franco-allemande de 1870. Il prend part aux combats de Mouzon, de Douzy et de Bazeilles, où il est fait prisonnier. À l’issue du traité de Versailles, il est envoyé en Martinique pour parachever son service militaire, mais le gouverneur de la colonie l’emploie comme secrétaire. De retour en France, il se consacre à l’égyptologie et s’impose bientôt comme l’un des meilleurs étudiants de Gaston Maspero.

## Conservateur de musée
En décembre 1880, Maspero est nommé directeur d'une École française du Caire créée sur le modèle des Écoles française d'Athènes et de Rome. Outre Urbain Bouriant et Victor Loret, Maspero y recrute Hippolyte Dulac pour sa connaissance de l'arabe, ainsi que l'architecte Jules Bourgoin pour les dessins. L'équipe rallie Le Caire le 5 janvier 1881, mais Auguste Mariette, déjà très malade, meurt le 18 et Maspero prend sa succession le 8 février au Service des Antiquités d’Égypte (SAE). C'est ainsi qu'Eugène Lefébure prend les fonctions de directeur de l'école de Caire ; il sera suivi par Eugène Grébaut en 1883. En 1886, l’École française du Caire est rebaptisée Mission archéologique du Caire puis en 1898 Institut français d'archéologie orientale (IFAO).
Bouriant se voit proposer le poste de conservateur du musée de Boulaq : l'établissement avait perdu la plus grande partie de ses collections lors de la crue du Nil de 1878 et des pillages qui s'étaient ensuivis. Le fonds Mariette du musée est alors transféré dans l'aile ouest du palais qu'Ismaïl Pacha a fait bâtir à Gizeh.

## Premières fouilles

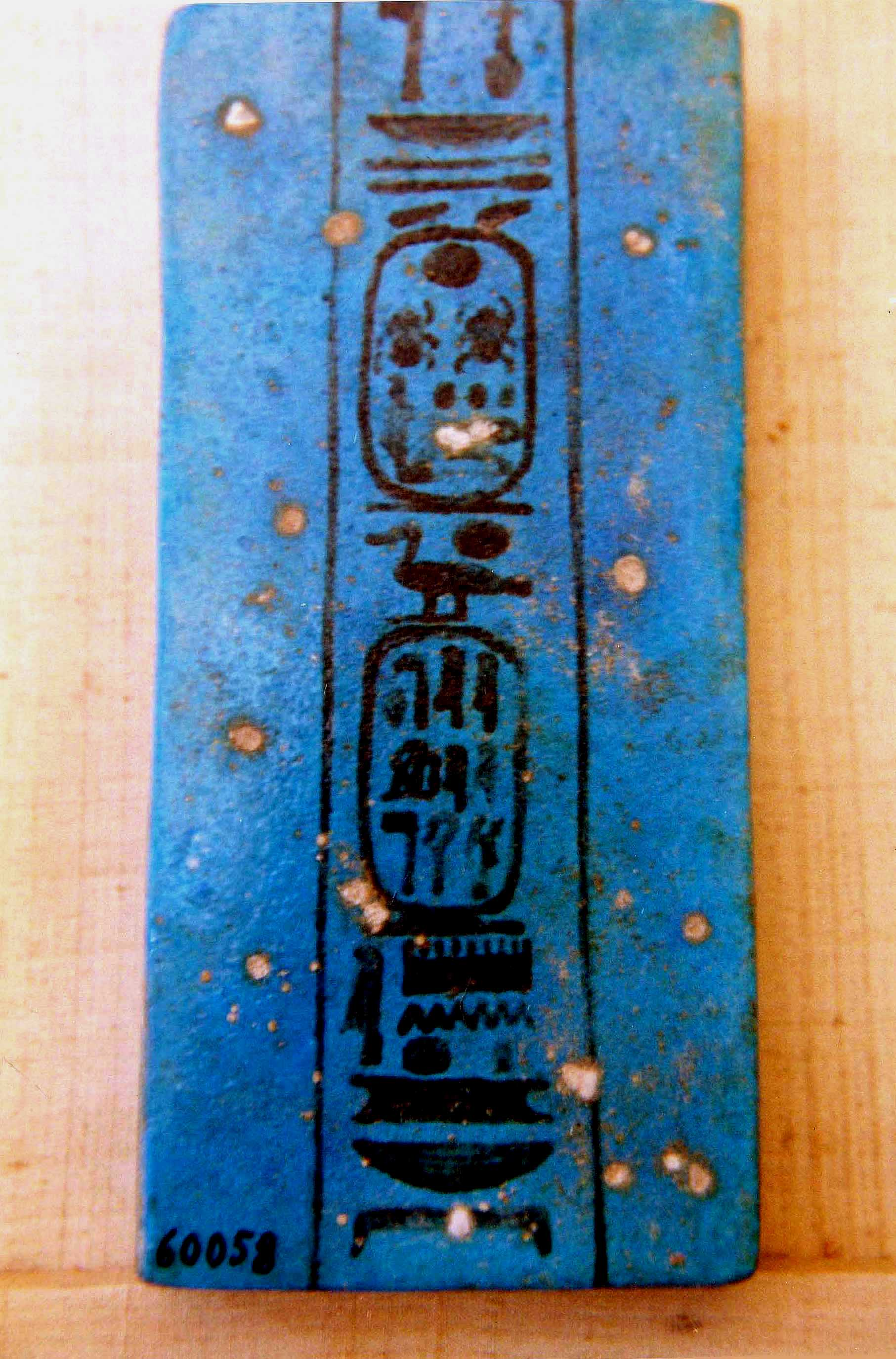
Cartouche donnant le nom complet du pharaon Aÿ.

La commission de l’Académie des Belles Lettres relève dans ses comptes-rendus de 1882 que Bouriant, lors de fouilles à Cheikh Abd el-Gournah, a mis au jour la tombe d'un dignitaire du règne d’Amenhotep III, Ramosé. L’étude de ce tombeau permet de mieux cerner le bouleversement religieux de cette époque.
Dans une communication parue la même année, Bouriant n'hésite pas à critiquer les conclusions du livre Nile Gleanings d’Henry Villiers-Stuart (1879), découvreur de la tombe TT55. Dans son livre, Villiers-Stuart représente les pharaons Amenhotep III et Amenhotep IV. Bouriant reconnaît l’importance de la découverte de ce tombeau, qui montre en effet la simultanéité de deux pharaons, ou plutôt l’apothéose d’Amenhotep IV en Akhenaton et l'instauration d'un culte d'Aton. Par l'analyse des cartouches hiéroglyphiques, il démontre qu'Amenhotep IV et Akhenaton ne sont qu'une seule et même personne. La paroi ouest du tombeau comporte l'une des plus anciennes représentations d’Akhenaton priant Aton. Bouriant relève en outre que les fresques de la tombe de Ramosé se démarquent de la pompe des autres tombes d’Amarna, comme en témoigne une esquisse à l'encre où Akhenaton et Néfertiti, rayonnant la lumière, récompensent Ramosé. Villiers-Stuart reprend les fouilles de ce tombeau en 1882 et, dégageant les éboulis, parvient à dégager la moitié méridionale de la salle aux colonnes.
Désormais fasciné par le règne d’Akhenaton, Bouriant se rend quelque temps plus tard à Amarna.

## Transcription de textes démotiques et collecte de papyrus
Bouriant recopiait et traduisait tous les fragments de manuscrits coptes qu'on versait à son musée. Il dresse une espèce de catalogue des inscriptions sur artefacts « afin qu'on ne les perde pas ». L'une de ses premières éditions est La Stèle 5376 du Musée de Boulaq et l’Inscription de Rosette. Bouriant était passionné par les écritures antiques et il s'occupe toute sa vie de retranscrire les textes coptes et arabes : c'est dans cet esprit qu'il traduit en français les écrits d’Ahmad al-Maqrîzî (1364–1442). Al Maqrizi est l'auteur d'une histoire du Caire et de sa région étalée sur 200 rouleaux, dont le plus important s'intitule Mawaiz wa al-'i'tibar bi dhikr al-khitat wa al-'athar (Khitat), et que Bouriant a publié sous le titre « Description topographique et historique de l’Égypte » (vol. I, 1895 ; vol. II, 1890). Il n'est pas jusqu'aux chansons des rues du Caire que Bouriant ne recopiât.
Bouriant découvre la bibliothèque de Déîr Amba Chenouda, le patriarche copte du Caire. Depuis le XIe siècle, ce prélat résidait dans le monastère de Deir el Anba Rueiss. L'archéologue français y retrouve des fragments manuscrits du Roman d'Alexandre. Maspero fait l'acquisition de ces fragments entre 1885 et 1888 au nom de la Bibliothèque nationale. Bouriant est le premier à en publier des extraits : Fragments d’un roman d’Alexandre en dialecte thébain (1887). Il découvre par la suite d'autres fragments du même manuscrit : au British Museum, publiés par W. E. Crum (1891), et à Berlin, publiés par O. de Lemm. en 1903. Bouriant découvre en outre un manuscrit contenant quatorze chapitres d'une version de Memphis du Livre de la Sagesse, et trois exemplaires des Constitutions apostoliques de Clément de Rome, dont on ne connaissait alors qu'un seul manuscrit trouvé à Memphis.

## Le Codex d'Akhmîm

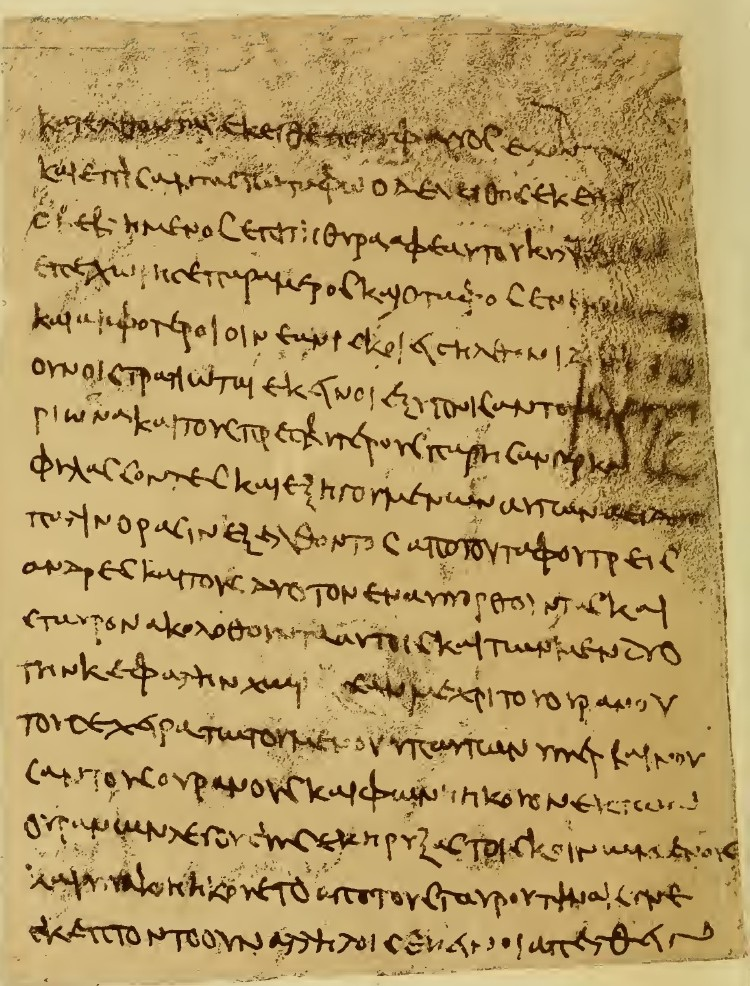
Le fragment d'Akhmîm, contenant l’Évangile (apocryphe) de Pierre.

Au mois de mars 1884, Maspero et Ernesto Schiaparelli demandent au raïs Khaleb d’el-Gournah l'autorisation de fouiller la nécropole à l'est d'Akhmîm (qu'Hérodote désignait du nom de Khemmis, et Strabon, de celui de Panopolis), car les premiers chrétiens y avaient établi un monastère. Comme ils dégagent d'abord des centaines de momies, le raïs y stationne des soldats, qui en trouvent bientôt un millier de sorte qu'à son arrivée en 1886, Bouriant est scandalisé des dégâts commis sur la nécropole copte. Dans la tombe d'un des moines, il retrouve pourtant un cahier de 15,24 × 11,43 cm comportant trente-trois parchemins, grossièrement protégés par un porte-document de cuir cousu. Ils sont à présents conservés comme le Codex P.Cairo 10759 au Musée égyptien du Caire et remontent au VIe siècle.
Bouriant constate qu'il s'agissait de passages d'un évangile inconnu. La découverte fait sensation, car c'était la première fois qu'on découvrait le manuscrit d'un évangile non-canonique, qui de plus était préservé miraculeusement par le sable sec. Les neuf premiers folios contenaient le texte de l’Évangile de Pierre qu'on croyait définitivement perdu. Le premier folio portait une croix copte au verso ; suivait une page laissée blanche, puis deux passages de l'Apocalypse (ces deux fragments semblent avoir été écrits de la même main). Puis vient une version grecque du livre d'Hénoch. Comme les folios étaient manuscrits et l'écriture difficile à lire, Bouriant en entreprend d'abord la transcription tout en tentant de dater le manuscrit par la forme de l'écriture (paléographie). De la situation même de la tombe, Bouriant déduit qu'elle « ne peut être antérieure au VIIIe siècle, ni postérieure au XIIe siècle. » Il lui faut encore six ans avant qu'il parvienne à en publier le Fac-similé (1892) : les éditions Leroux de Paris lui avaient procuré les plaques photographiques. Mais dès l'année suivante, les premières traductions dans les grandes langues d'Europe paraissent, souvent à l'initiative de théologiens, tels les Anglais Armitage Robinson, M.R. James, James Rendel Harris et Henry Barclay Swete, qui achètent deux plaques photogravées aux Ets Leroux. En français, c'est la traduction d'Adolphe Lods (1867–1948) et en allemand, celle de deux éminents théologiens : Adolf von Harnack et Theodor Zahn. Oscar von Gebhardt avait cependant publié dès 1893 un phototype à partir des planches photographiques du « Manuscrit de Gizeh ».
D'après le Catalogue général des antiquités égyptiennes du Musée du Caire, édité par B. P. Grenfell et A. S. Hunt en 1903, les trente-trois folios de parchemin contiennent quelques écrits apocryphes en grec :
- des paragraphes entiers de l'Évangile de Pierre (qui constituent le « Manuscrit de Gizeh »)
- l’Apocalypse de Pierre
- deux fragments (chap. 1-27) du livre 1 d'Hénoch
- un parchemin contenant des passages du Martyre de Julien, retrouvé cousu dans la chemise.

## Les tombeaux du Tell el-Amarna
Alexandre Barsanti (1858–1917) avait repéré au mois de décembre 1891 des tombes creusées au flanc du piton rocheux de Darb el-Hamzaouï, qui s'avérèrent être celles de hauts dignitaires de la cour d'Akhenaton à Akhetaton. Des sept sépultures qu'il fouille, une seule était détériorée. Bouriant écrit alors : « Nous allons enfin pouvoir mener à bien un projet qui me tenait à cœur depuis longtemps. Nous avions constaté en début d'année que plusieurs tombes n'avaient pas été fouillées et nous nous promettions de les ouvrir à la première occasion, afin de nous assurer qu'elles étaient vraiment vides, comme on nous l'avait dit ». Mais d'emblée, des trafiquants d'antiquités viennent au Tell el-Amarna et à Haggi-Quandil pour récupérer des cartouches ou des fragments de bas-reliefs de l'époque d'Akhenaton, retournant les tombes pour l'occasion : c'est ainsi que plusieurs parements de la tombe d'Aÿ disparaissent. Grâce à Flinders Petrie, le Musée du Caire possède encore l'un des plus beaux fragments, qui représente Aÿ et sa femme Tiyi recevant des récompenses du pharaon. Le Service d’Antiquités charge Barsanti de condamner l'entrée des tombeaux par des grilles de fer pour mettre un terme aux déprédations.
Le 1er avril 1893, Bouriant accompagne Maspero au Tell el-Amarna, mais ce dernier tombe malade, ne laissant plus aux Français que deux jours pour leurs fouilles ; cela suffit à Bouriant pour prendre une copie de l'hymne à Aton (hymne au soleil) dans la tombe d'Aÿ (WV23), jusque-là inédit. Il découvre en outre la tombe des intendants Ramosé, Ipi et Mahou.
C'est finalement au cours de l'hiver 1893–94 que Bouriant, aidé de Georges Legrain et de Gustave Jéquier, reprend les fouilles. Ils commencent par la tombe d'Aÿ et se partagent le travail : Bouriant et Jéquier recopient les inscriptions et comparent leurs transcriptions, tandis que Legrain dessine les bas-reliefs, tantôt aidé de Jéquier, qui en fait la mise à l'encre. De décembre 1894 à janvier 1895, les Français retournent à Tell el-Amarna, et mettent au jour dix-huit à vingt tombes, dont cependant une seule comportait des inscriptions, sans mention d'aucun nom.

## Publications
- Urbain Bouriant, Guide du visiteur au Musée de Boulaq, Recueil de Travaux, 1883.
- Urbain Bouriant, « Le tombeau de Ramès à Cheikh- abd-el-Qournah », Revue d’archéologique, vol. 43,‎ 1882, p. 278 ff (lire en ligne).
- Urbain Bouriant, Deux jours de fouilles à Tell el-Amarna, vol. 1, Paris, E. Leroux, coll. « Mémoires de la Mission archéologique francaise au Caire », 1884.
- Urbain Bouriant, Fouilles à Tell-el-Amarna. Les Papyrus d'Akhmin, Leroux, 1889.
- Urbain Bouriant, Mémoires publiés par les members de la Mission archéologique française au Caire : Fragments grecs du Livre d'Hénoch, 1890.